# Marionette

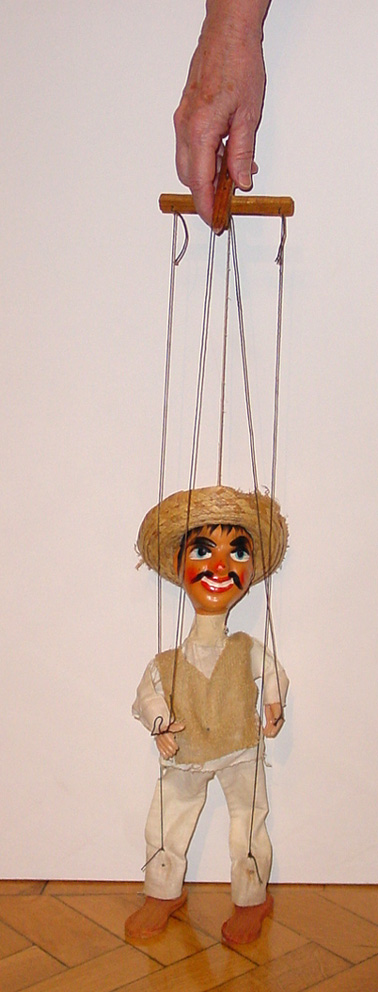
„Mexikaner“ als Marionette

Eine Marionette ist eine Gliederpuppe, die von einem Marionettenspieler mit Hilfe von Fäden bewegt wird, die an den einzelnen Gliedern befestigt sind. Das Baumaterial ist traditionell Holz. Für die Köpfe wurde häufig Lindenholz verwendet, da es eine feine Maserung aufweist, weich genug ist, um leicht bearbeitet zu werden, im trockenen Zustand wenig reißt und dauerhaft ist. Heute werden je nach Thema verschiedene Materialien wie Schaumstoff, Latex oder Pappmaché verwendet. Geführt wird die Marionette mit einem Spielkreuz.

## Darstellung und Herstellung
Im Gegensatz zu Handpuppen kann hier die ganze Figur dargestellt und bewegt werden, also auch der Unterkörper bzw. die Beine, was eine naturgetreuere Darstellung der Figur zulässt. Außerdem kann der Spieler völlig verdeckt agieren, sodass nur die scheinbar eigenständige Figur für das Publikum sichtbar ist. Diese Umstände führten im 19. Jahrhundert zu einer Mode, Theaterstücke oder auch Opern unmittelbar auf die Marionettenbühne zu übertragen und „kleine Menschlein“ handeln zu lassen, was nach einer verbreiteten Auffassung weder den Stücken noch dem Medium Figurentheater gerecht wurde.
Die komplizierteste Marionette muss scheitern, verlangt man von ihr die Fähigkeiten eines Menschen. Handlungen wie Greifen, innige Umarmungen oder auch kraftvolles Zuschlagen in einer Rauferei liegen ihr ursprünglich nicht, da sie nur den Pendelgesetzen und der Schwerkraft gehorcht. Mit eigens dafür entwickelten Figuren sind natürlich auch solche Situationen zu bewerkstelligen. Dann aber entwickelt sich das Spiel unter Umständen eher zur Artistik. Geht es dagegen um Gestalten, die sich von der Schwerkraft lösen, ist die Marionette naturgemäß einem Schauspieler überlegen.
Die Stärken der Marionette liegen in flexiblen allmählichen Bewegungen. Um ein überzeugendes Bewegen der Marionette zu ermöglichen, benötigt es ein genau kalkuliertes Gewicht der zu bewegenden Teile. Werden lediglich Schultern, Kopf und Arme mit dem Spielkreuz verbunden, wie bei einer Kopf-Schulter-Marionette des Puppenbauers Fritz Herbert Bross und des Puppenspielers Albrecht Roser, können Gehbewegungen durch die Animation gezeigt werden, die mit vorhandenen Beinen so nicht möglich sind. Die Länge der Spielfäden ist entscheidend für die Kontrolle der Figur: je länger die Fäden, desto unpräziser wird die Bewegung.

## Verbreitung
Marionettenartige Gliederpuppen sind seit der Antike bekannt. Bereits im alten Ägypten und im alten Griechenland erfreuten sich diese Neurospasmata genannten Figuren großer Beliebtheit. Professionelle Puppenspieler verdienten sich mit ihren Darbietungen den Lebensunterhalt.
Eines der bekanntesten deutschsprachigen Marionettentheater ist die Augsburger Puppenkiste. Die älteste Marionettentheaterdynastie Deutschlands ist die Theaterfamilie Bille aus dem Erzgebirge, daneben gab es noch die Winters aus Schlesien, die Richters aus Thüringen, die Apels aus Sachsen und die Theaterfamilie Schichtl (deren Namen noch als Varieté-Theater Schichtl auf dem Oktoberfest in München vertreten ist) aus Süddeutschland. Die Lindauer Marionettenoper, das Düsseldorfer Marionetten-Theater, das Salzburger Marionettentheater, das Marionettentheater Schloss Schönbrunn und das Operla in Bayreuth führen Opern und Theaterstücke mit Marionetten auf. Ein weiteres bekanntes Marionettentheater ist das 1924 von Karl Magersuppe gegründete Theater Die Holzköppe, seit 1955 ansässig in Steinau an der Straße. Diese Bühne zählt zu den ältesten bestehenden Puppentheatern in Deutschland und gehört zu den wenigen, die noch in traditioneller Form spielen. Der klassischen Aufführungspraxis nach Originaltexten hat sich das Bamberger Marionettentheater verschrieben.
Wenn Literaten das Puppenspiel thematisierten, meinten sie fast immer das Marionettentheater. So ist auf dem Umschlag der Anthologie Alte deutsche Puppenspiele von Klaus Günzel (Hrsg. 1970) eine Marionette abgebildet. Prägnante Beispiele sind Heinrich von Kleist und sein Aufsatz Über das Marionettentheater und Theodor Storms Novelle Pole Poppenspäler. Franz Pocci schrieb im 19. Jahrhundert für das Marionettentheater des Papa Schmidt die ersten wirklich theaterpraktisch orientierten deutschen Marionettenstücke.
Im modernen deutschen Puppentheater spielt die Marionette quantitativ keine große Rolle, hat aber wesentliche neue Akzente gesetzt. Anfang des 20. Jahrhunderts wandten sich reformorientierte Münchner Künstler dem Puppentheater zu, auch den Marionetten. Gestalterisch und spielerisch begann man um 1920 Puppen im Bauhaus zu behandeln. Nachwirkungen der künstlerischen Bestrebungen sind bis heute zu spüren, vor allem im Marionettentheater Kleines Spiel, gegründet 1947.
In den Staats- und Stadttheatern der DDR wurde nach sowjetischem Vorbild meist mit Stabpuppen gespielt – als das junge Puppentheater Neubrandenburg sich neben der Handpuppe auch der Marionette zuwandte, war das durchaus als neuer Ansatz zu verstehen. Das Stück Furcht und Elend des Dritten Reiches von Bertolt Brecht, das Peter Waschinsky dort mit Marionetten 1980 inszenierte, gilt als Höhepunkt eines sich inhaltlich und formal erneuernden Puppentheaters am Ende der DDR.

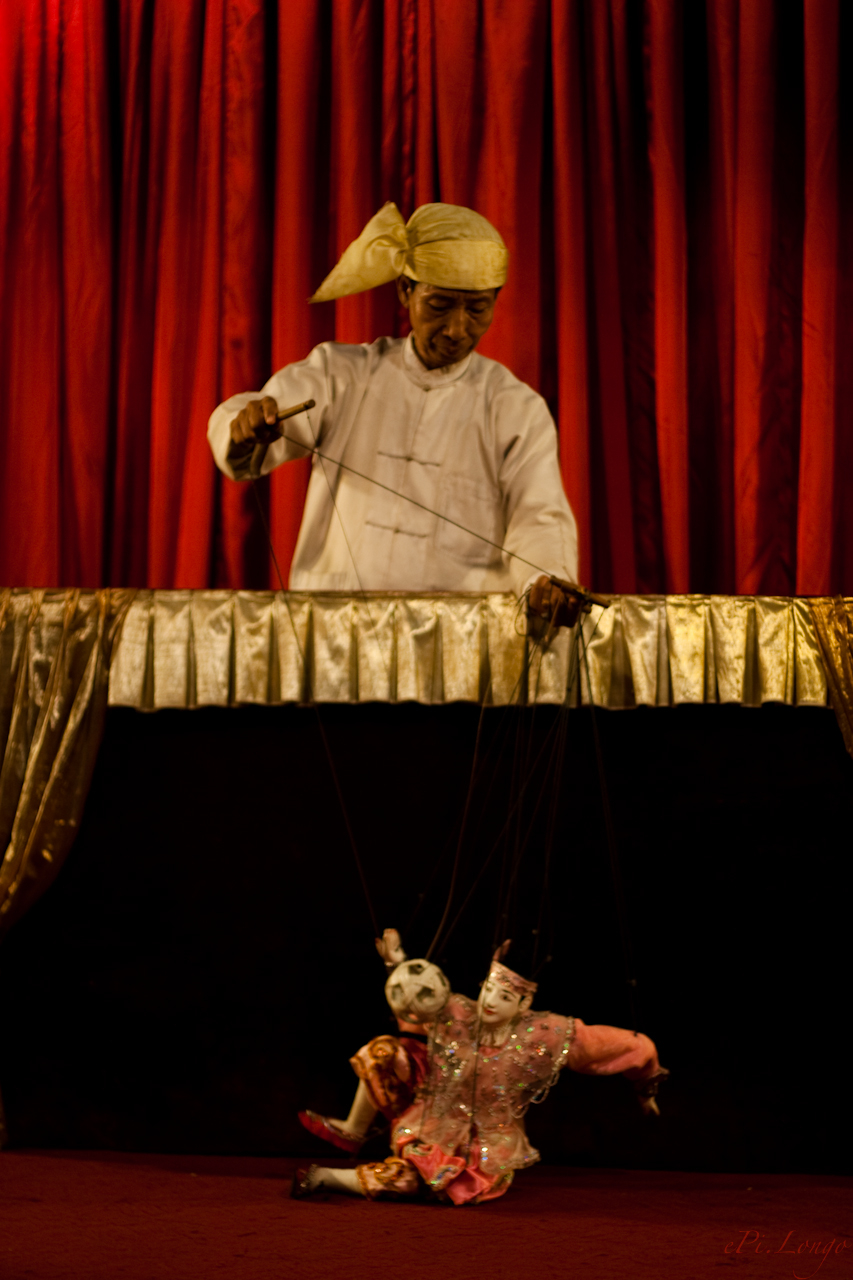
Yoke thé-Puppenspieler in Myanmar

Große Tradition haben Marionetten auch im chinesischen Puppentheater und im sizilianischen Puppentheater (Opera dei Pupi). Im Iran heißt das traditionelle Marionettentheater Kheimeh Shab Bazi. Die Form geht aus dem Namen hervor, der mit „nächtliche Aufführung in einer Puppenbude“ übersetzt werden kann. Als begleitende Musikinstrumente erklingen die Spießgeige Kamantsche und die Bechertrommel Tombak. Die Hauptfigur ist ein Clown, um den 10 bis 15 weitere Puppenfiguren agieren.
Im burmesischen Marionettentheater Yoke thé werden 50 bis 90 Zentimeter große Puppen zur Begleitung eines klassischen Hsaing Waing-Orchesters bewegt. Die ersten Hinweise auf burmesische Spielpuppen (burmesisch yoke) stammen von einer Steininschrift aus dem Jahr 1444, auf der einige Puppenspieler namentlich erwähnt werden. Der Dichter, Musiker und General Myawaddy Mingyi U Sa (1766–1853) trug wesentlich dazu bei, das burmesische Puppenspiel zu einer hoch angesehenen höfischen Kunstform zu entwickeln. Das traditionelle Repertoire besteht aus Geschichten aus dem Leben Buddhas (jatakas), historischen Begebenheiten und Legenden. Früher boten Tempelfeste einen Anlass für den Auftritt der mythischen Figuren, zu denen die Schlangengottheit Naga, der mythische Vogel Garuda, diverse Tiere und der Magier (zawgyi) gehören. Die Vorstellung eröffnet normalerweise die Puppe eines weiblichen Geistes (natkawdaw), der zu den nat (überwiegend Geister eines gewaltsamen Todes gestorbenen Menschen) gehört. Die Kunstform wird heute vorwiegend durch Puppenspieltruppen in Mandalay am Leben erhalten.
In Indien gehören Marionetten zu einer sehr alten dramatischen Form, die bereits im indischen Nationalepos Mahabharata erwähnt wird, das ab dem 4. Jahrhundert v. Chr. niedergeschrieben wurde und heute noch als Volkstheater in den indischen Bundesstaaten Rajasthan als Kathputli, Odisha als Kundhei, Karnataka als Gombeyatta und in Tamil Nadu als Bommalattam vorkommt. Die Puppen bestehen aus Holz und Stoff, Papiermaché oder Leder.
International populäre Marionetten sind das tschechische Vater-und-Sohn-Paar Spejbl und Hurvinek.

## Marionette im übertragenen Sinn
Einen Menschen, der von anderen wie ein Werkzeug benutzt wird, bezeichnet man ebenfalls als Marionette. Eine Marionettenregierung wird von einer fremden (Sieger-)Macht eingesetzt und kontrolliert.  Die Begriffe Strohmann, Drahtzieher, Marionettenstaat und Sockenpuppe beziehen sich ebenfalls auf das Marionettenspiel.

## Romantik
Die Künstler der Romantik hatten eine Affinität zum Marionettentheater. Sie waren fasziniert davon, dass die Figuren scheinbar die Gesetze der Schwerkraft außer Kraft setzten. So kam es zum bekannten Dahinschweben der Figuren, wie es auch die Feen und Elfen in der Phantasie der Romantiker vermochten.

## Galerie

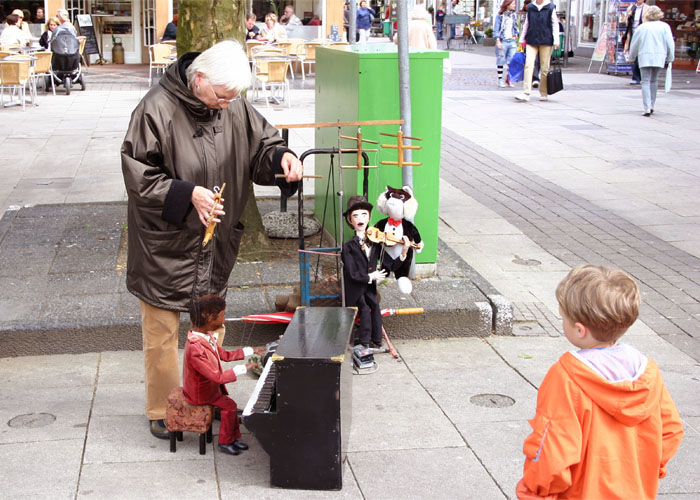
Marionettenspielerin
Salzburger Marionettentheater
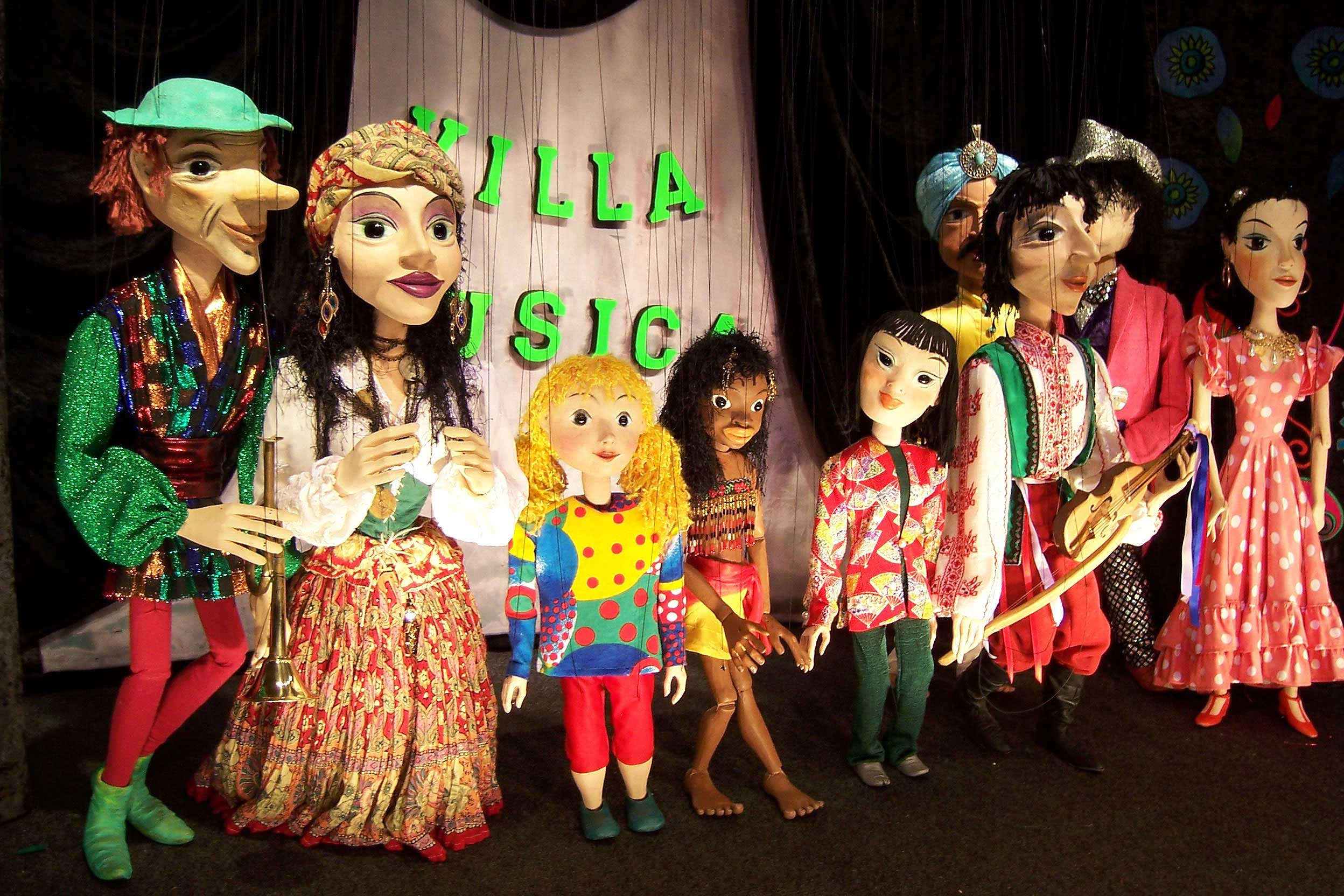
Marionettentheater Plön
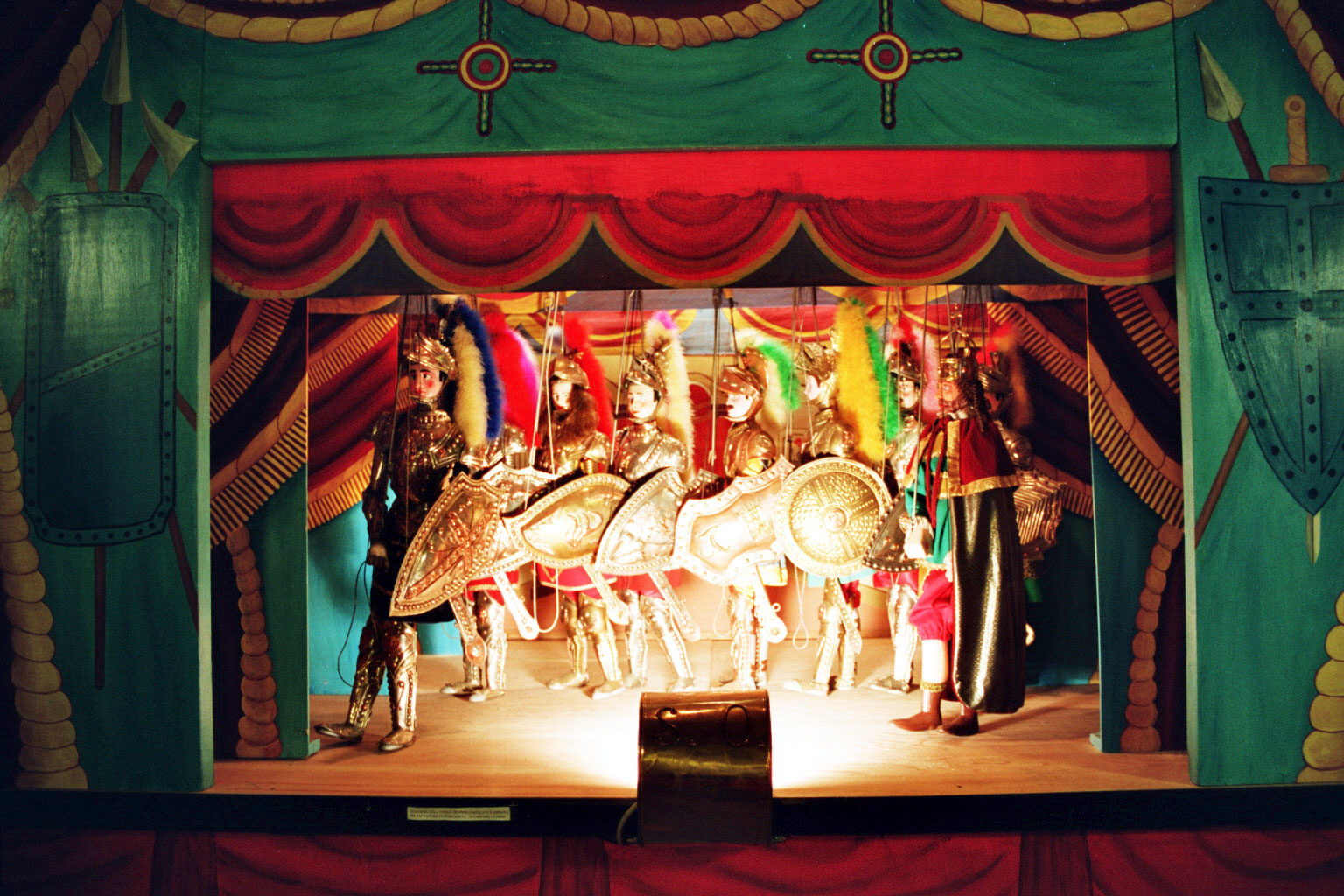
Sizilianisches Marionettentheater
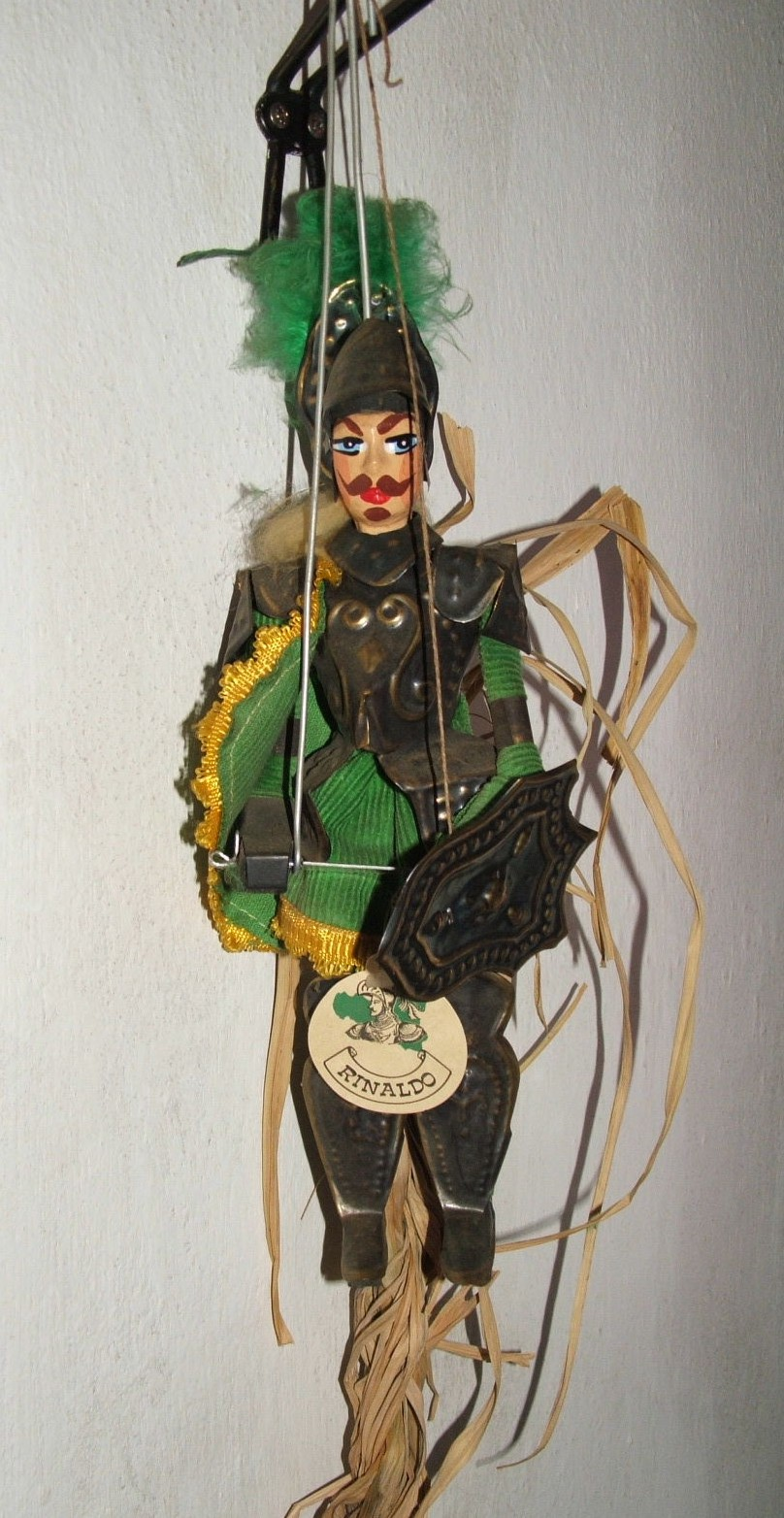
Rinaldo Rinaldini als Marionette
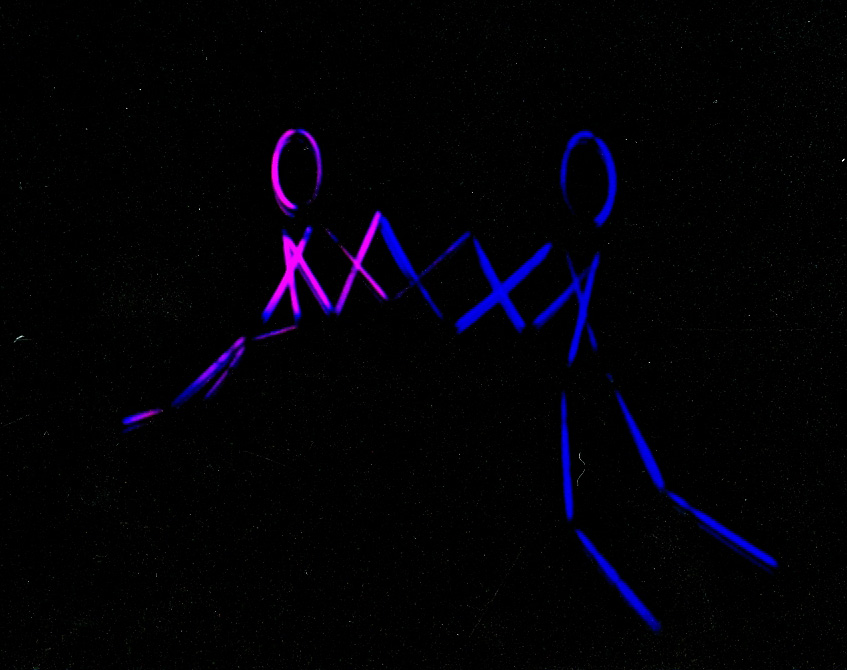
Histoire d’amour am Nikolai Sykow Theater
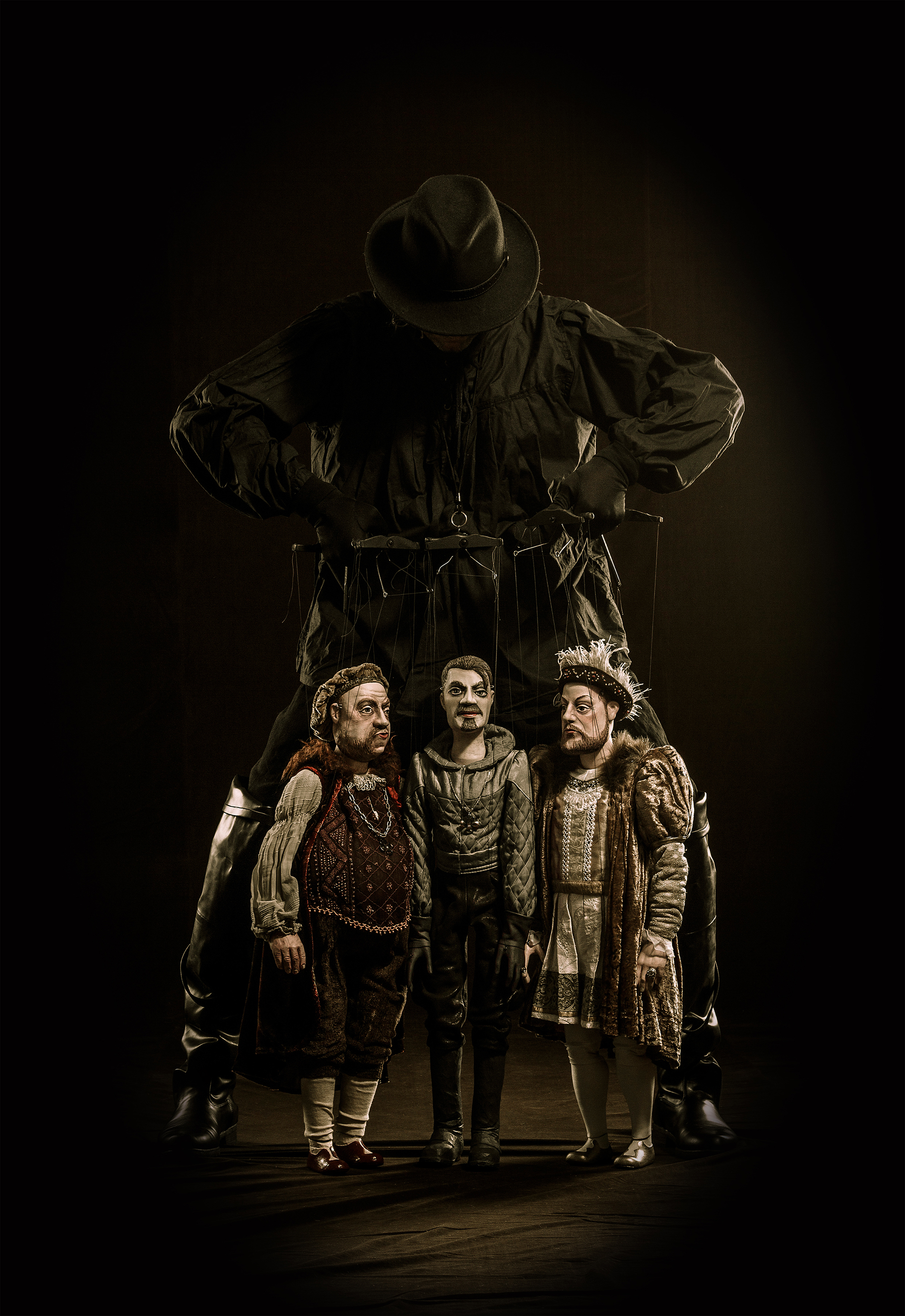
Hanauer Marionettentheater